# چارداش

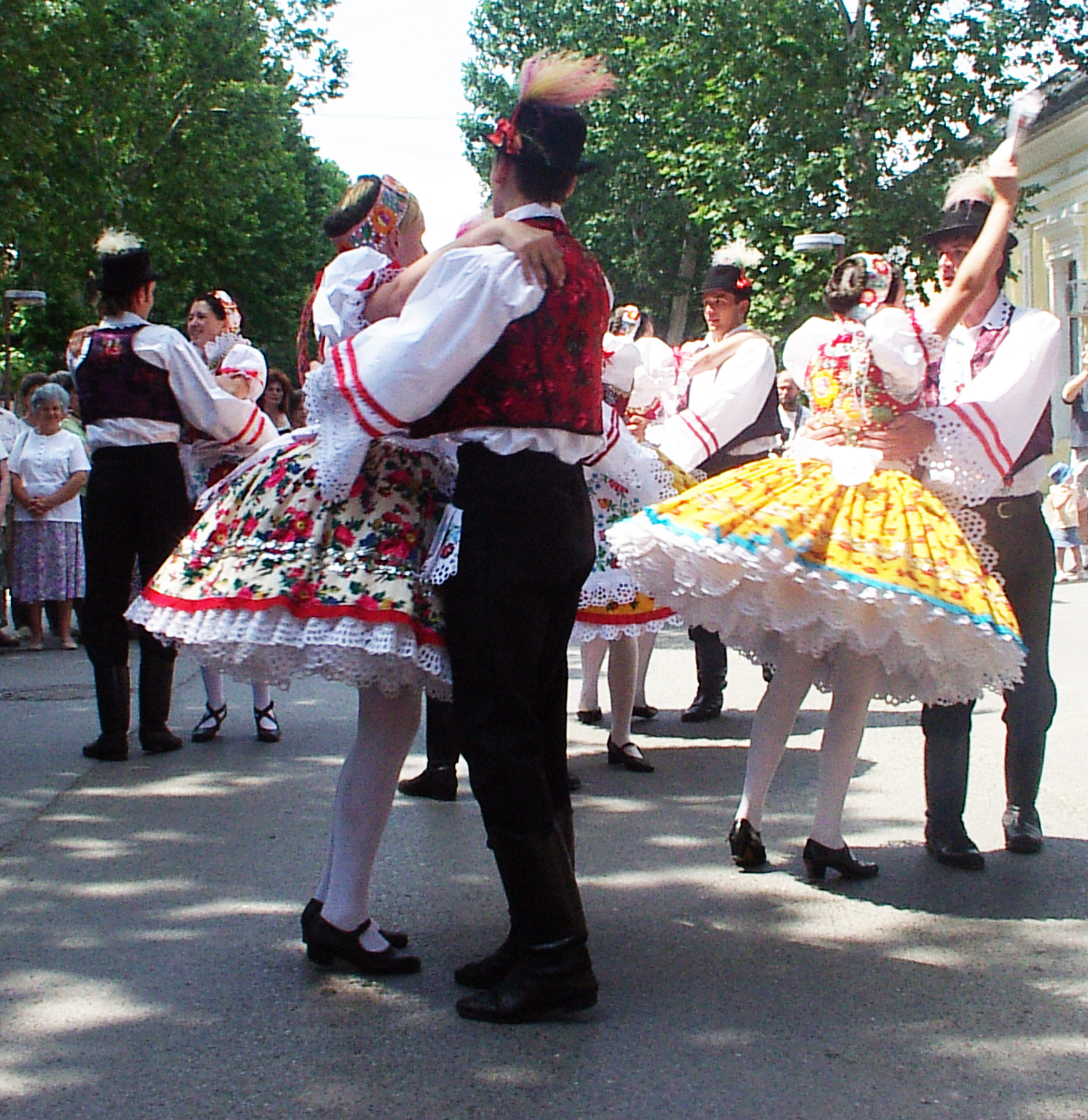
چارداش

چارداش (به مجاری: Csárdás) نوعی رقص محلی مجار با ریتم ۲/۴ یا ۴/۴ است. نام چارداش برگرفته از چاردا به معنی میخانه و رستوران کنار جاده‌ای، به واژهٔ فارسی چارتاق بازمی‌گردد.

## خاستگاه
واژهٔ چارداش از چاردا، به معنی میکده و مهمانسرای کنار جاده‌ای گرفته شده‌است و ریشهٔ آن به واژهٔ فارسی چارتاق بازمی‌گردد. واژهٔ چاردا در زبان‌های بالکانی از ترکیِ çardak گسترش پیدا کرده و در زبان مجاری هم از طریق صربی‌کروواتی و هم مستقیماً از ترکی عثمانی وارد شده‌است. پسوند «ش»، چاردا را وابسته به نوعی رقص می‌کند که از سال ۱۸۳۵ در گزارش‌ها ذکر شده و وارد چندین فرهنگ اروپایی دیگر همچون آلمانی: Tschardasch، انگلیسی:czardas و ایتالیایی: ciarda شده‌است.

## در فرهنگ عامه
صادق هدایت در داستان کوتاه تجلی از مجموعهٔ سگ ولگرد به چارداش اشاره می‌کند.

## نگارخانه

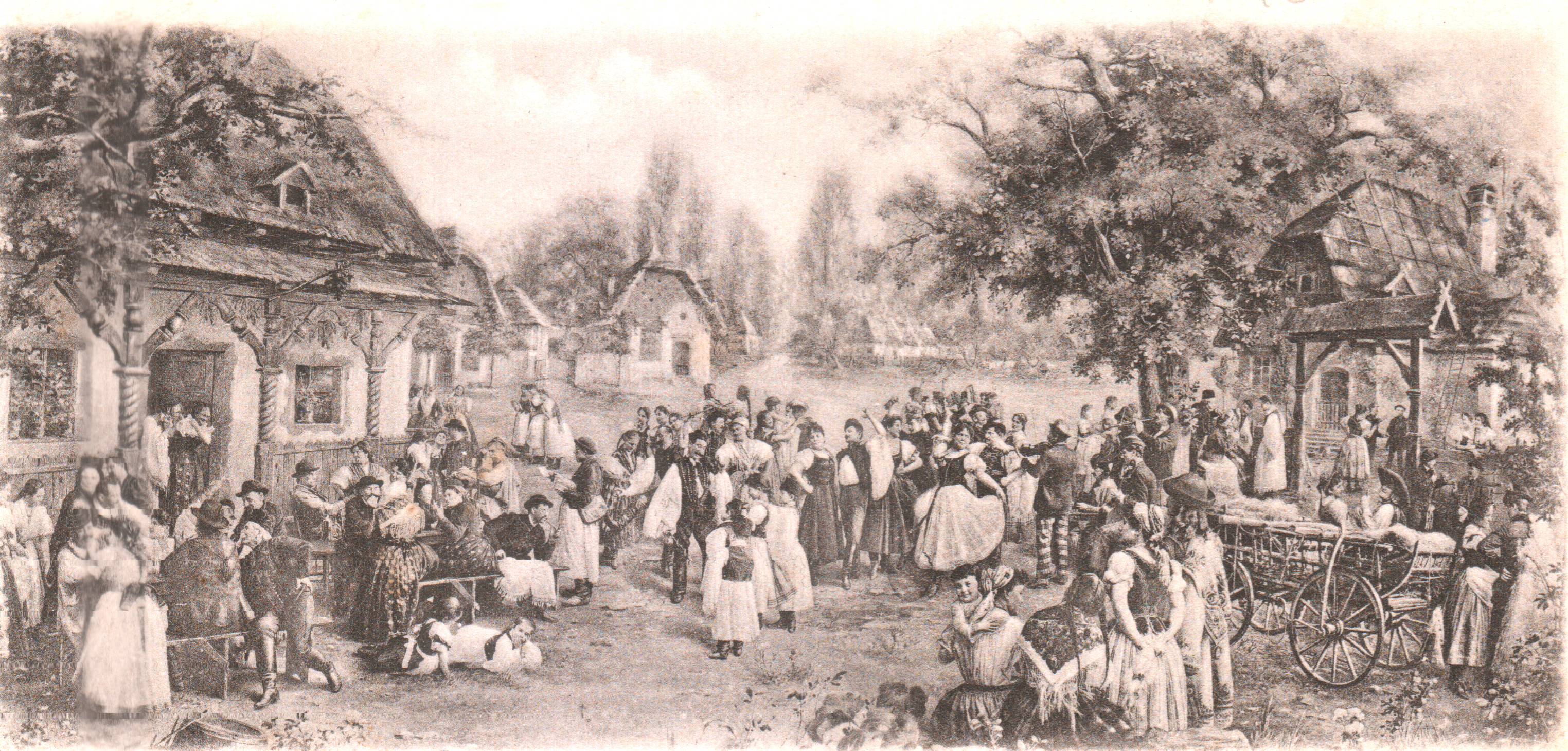
چاردای قدیمی -  عکاس Lipót Strelisky